# Яськове
Ясько́ве — село в Україні, в Чернігівському районі Чернігівської області. Входить до складу Березнянської селищної громади. Населення становить 8 осіб. До 2020 року орган місцевого самоврядування — Сахнівська сільська рада.
| Україна | Це незавершена стаття з географії України. Ви можете допомогти проєкту, виправивши або дописавши її. |